# Stigmatodon belloi
Stigmatodon belloi é uma espécie de planta do gênero Stigmatodon e da família Bromeliaceae. 
Stigmatodon belloi está
relacionado a Stigmatodon funebris e Stigmatodon attenuatoides, todas com
inflorescência composta e com distribuição restrita ao Sul do Espírito Santo.
De ambas pode ser facilmente reconhecida, dentre outras características, pela
presença de um pedúnculo fortemente curvado para baixo na parte mediana (em contrarte com ereto
em S. funebris, e curvado mas não voltado para baixo em S.
attenuatoides) e pelo ocorrência em inselbergs montanos, acima de 600 m
elevação (vs. ocorrência abaixo de 600 m). Veja também comentário sobre S. attenuatoides. 

## Taxonomia
A espécie foi descrita em 2016 por Michael H.J. Barfuss, Gregory K. Brown e Elton Martinez Carvalho Leme. 
O seguinte sinônimo já foi catalogado:  
- Vriesea belloi  Leme

## Forma de vida
É uma espécie rupícola e herbácea. 

## Descrição
| Caule                                   | Caule            |
| --------------------------------------- | ---------------- |
| propagação vegetativa                   | por broto basal  |
| Folha                                   |                  |
| tipo de roseta                          | infundibuliforme |
| forma das lâminas                       | triangular       |
| Inflorescência                          |                  |
| tipo de ramificação                     | composta         |
| orientação do pedúnculo                 | pendente         |
| forma das brácteas do pedúnculo         | oval/triangular  |
| sulco / nervura na bráctea do pedúnculo | ausente          |
| cor das brácteas florais                | vinácea          |
| ápice das brácteas florais              | obtuso           |
| número de flores                        | mais de 35       |
| Flor                                    |                  |
| forma das sépalas                       | oblonga          |

## Conservação
A espécie faz parte da Lista Vermelha das espécies ameaçadas do estado do Espírito Santo, no sudeste do Brasil. A lista foi publicada em 13 de junho de 2005 por intermédio do decreto estadual nº 1.499-R. 

## Distribuição
A espécie é encontrada no estado brasileiro de Espírito Santo. 
A espécie é encontrada no domínio fitogeográfico de Mata Atlântica, em regiões com vegetação de vegetação sobre afloramentos rochosos.